# Passiflora antioquiensis
Passiflora antioquiensis là một loài thực vật có hoa trong họ Lạc tiên. Loài này được H. Karst. mô tả khoa học đầu tiên năm 1859.